# 철모자왕
철모자왕(중국어: 鐵帽子王)은 청 제국의 종실 작위 중 특수한 12개 작위를 말한다. 청대 친왕들의 아들들은 아버지의 작위를 그대로 물려받지 못하고, 그보다 한 등급 낮은 작위를 받게 되어 있었다. 그러나 12개의 철모자왕은 이러한 일반 작위와 달리, 그대로, 영원히 계승된 작위이다.

## 철모자왕 일람
- 화석예친왕(和碩禮親王) - 다이샨의 후손들.
- 화석예친왕(和碩睿親王) - 도르곤의 후손들.
- 화석예친왕(和碩豫親王) - 도도의 후손들.
- 화석숙친왕(和碩肅親王) - 호오거의 후손들.
- 화석정친왕(和碩鄭親王) - 지르갈랑의 후손들.
- 화석장친왕(和碩莊親王) - 슈르하치의 후손들.
- 다라극근군왕(多羅克勤郡王) - 요토의 후손들.
- 다라순승군왕(多羅順承郡王) - 다이샨의 손자 럭더훈의 후손들.
- 화석이친왕(和碩怡親王) - 윤상의 후손들.
- 화석공친왕(和碩恭親王) - 혁흔의 후손들.
- 화석순친왕(和碩醇親王) - 혁현의 후손들.
- 화석경친왕(和碩慶親王) - 건륭제의 17남 영린의 후손들.